# Craig County (Oklahoma)
Das Craig County ist ein County im US-Bundesstaat Oklahoma. Das U.S. Census Bureau hat bei der Volkszählung 2020 eine Einwohnerzahl von 14.107 ermittelt. Der Verwaltungssitz (County Seat) ist Vinita.

## Geographie
Das County liegt fast im äußersten Nordosten von Oklahoma, grenzt im Norden an Kansas, ist im Osten etwa 40 km von Missouri entfernt und hat eine Fläche von 1.975 Quadratkilometern, wovon 4 Quadratkilometer Wasserfläche sind. Es grenzt an folgende Nachbarcountys:
|               | Labette County (Kansas) | Cherokee County (Kansas) |
| Nowata County |                         | Ottawa County            |
| Rogers County | Mayes County            | Delaware County          |

## Geschichte
Das Craig County wurde am 16. Juli 1907 als Original-County aus Cherokee-Land gebildet. Benannt wurde es nach Granville Craig, einem damals prominenten Cherokee.
1871 wurden hier zwei Eisenbahnlinien gebaut: die Missouri, Kansas and Texas Railroad und die Atlantic and Pacific Railroad, welche durch das County verliefen und sich bei der Bezirkshauptstadt Vinita kreuzten.
Zehn Bauwerke und Stätten des Countys sind im National Register of Historic Places (NRHP) eingetragen (Stand 28. Mai 2018).

## Veranstaltungen
Jährlich wiederkehrende Veranstaltungen sind das Will Rogers Memorial Rodeo im August, das Calf Fry Festival im September und das Oktoberfest im Oktober, für das das gleichnamige Fest in München als Vorlage dient.

## Demografische Daten
Nach der Volkszählung im Jahr 2010 lebten im Craig County 15.029 Menschen in 5.604 Haushalten. Die Bevölkerungsdichte betrug 7,6 Einwohner pro Quadratkilometer.
Ethnisch betrachtet setzte sich die Bevölkerung zusammen aus 66,7 Prozent Weißen, 3,0 Prozent Afroamerikanern, 20,4 Prozent amerikanischen Ureinwohnern, 0,7 Prozent Asiaten sowie aus anderen ethnischen Gruppen; 8,5 Prozent stammten von zwei oder mehr Ethnien ab. Unabhängig von der ethnischen Zugehörigkeit waren 2,5 Prozent der Bevölkerung spanischer oder lateinamerikanischer Abstammung.
In den 5.604 Haushalten lebten statistisch je 2,42 Personen.
22,7 Prozent der Bevölkerung waren unter 18 Jahre alt, 59,9 Prozent waren zwischen 18 und 64 und 17,4 Prozent waren 65 Jahre oder älter. 49,2 Prozent der Bevölkerung war weiblich.

Das jährliche Durchschnittseinkommen eines Haushalts lag bei 35.498 USD. Das Prokopfeinkommen betrug 18.336 USD. 20,2 Prozent der Einwohner lebten unterhalb der Armutsgrenze.

## Städte und Gemeinden
City
- Vinita

Towns
- Big Cabin
- Bluejacket
- Ketchum
- Welch

Unincorporated Communitys
| - Banzet - Bowlin Spring - Centralia - Cocklebur Flat - Cornatzar | - Estella - Hollow - Kelso - Okoee - Pyramid Corners | - Rogers - Success - Sunsweet - Todd - White Oak |